# Su-ilisu
Su-ilisu (em sumério: 𒀭𒋗𒄿𒇷𒋗; romaniz.: dšu-i-li-šu; lit. Šu-ilišu; fl. 1 984 a.C. - 1 975 a.C.) foi o segundo governante da dinastia de Isim. Ele reinou por 10 anos (de acordo com sua lista de nomes de anos existentes e em uma das cópias da Lista de Reis da Suméria, que difere dos 20 anos registrados por outras listas)  Su-ilisu foi precedido por seu pai Isbi-Erra e foi sucedido por seu filho Idindagã.  Su-ilisu é mais conhecido por recuperar o ídolo do culto de Nana dos elamitas e levá-lo de volta a Ur. 

## Biografia
As inscrições de Su-ilisu davam a ele os títulos: "Poderoso" - "Rei de Ur" - "Deus de sua nação" - "Amado dos deuses An, Enlil e Nana" - "Rei da terra da Suméria e da Acádia" - “Amado do deus Enlil e da deusa Ninsuna” - “Senhor de sua terra”, mas não “Rei de Isim” (um título que não foi reivindicado por um governante de Isim até posteriormente o reinado de Ismedagã). Su-ilisu, foi responsável pela reconstrução dos muros de sua capital, Isim. Também foi um grande benfeitor de Ur (iniciando a restauração que continuaria com seus sucessores, Idindagã e Ismedagã). Su-ilisu construiu um portal monumental e recuperou um ídolo representando a divindade padroeira de Ur (Nana, deus da lua) que havia sido expropriada pelos elamitas quando saquearam a cidade, mas se ele a obteve por diplomacia ou conflito é desconhecido.  Uma inscrição dizia sobre a reconstrução da cidade: “Ele tomou para si a tarefa de restabelecer em Ur o povo que havia se espalhado até Ansã de volta para suas residências.”  A “Lamentação de Ur” foi composta nessa época para explicar a catástrofe, pedindo sua reconstrução e protegendo os restauradores das maldições ligadas às ruínas do Enunmaḫ (é.dub.lá.maḫ o templo de Nana em Ur). 
Su-Ilisu comemorou a criação de um grande emblema para Nana,  um trono exaltado para An,  um estrado para Ninsuna,   um barco de magur para Ninurta e um estrado para Ningal  são alguns dos nomes de anos de seu reinado. Su-Ilisu compôs um adabe (ou hino) em homenagem a Nergal, além disso outro adabe em homenagem a An e talvez um terceiro dirigido a si mesmo.  O arquivo de uma oficina de artesanato (ou giš-kin-ti) de Isim foi descoberto com 920 textos que datam do quarto ano do reinado de Isbi-Erra até o terceiro ano do reinado de Su-Ilisu num período total de 33 anos. As tábuas são registros de recebimentos e desembolsos de artigos de couro, móveis, cestas, tapetes e artigos de feltro que foram fabricados juntamente com suas matérias-primas.  Um segundo arquivo (um recibo de cereal e emissão de pão de uma padaria, possivelmente conectado ao templo de Enlil em Nipur) incluía um registro contábil das despesas de pão para a provisão do rei e inclui entradas datadas de sua época. 2º ao 9º anos, que foi usado por Steele para determinar a sequência da maioria dos nomes de anos deste rei. 